# AliExpress
AliExpress (în chineză: 全球速卖通) este o platformă internațională de comerț electronic⁠(d), cu sediul în China, deținută de compania Alibaba Group. Lansată în 2010, aceasta permite vânzătorilor să își comercializeze produsele direct către consumatorii din întreaga lume.

## Istoric
AliExpress a fost lansată în aprilie 2010 ca un serviciu complementar platformei B2B Alibaba.com. Spre deosebire de aceasta, AliExpress s-a concentrat încă de la început pe modelul business-to-consumer⁠(d) (B2C), permițând clienților individuali din afara Chinei să achiziționeze produse direct de la producători sau comercianți locali.
Începând cu 2013, AliExpress a lansat centre de distribuție locale în Europa și America Latină și a încurajat comercianții locali să vândă pe platformă prin scutiri de taxe și comisioane temporare.

## Model de afaceri
AliExpress funcționează ca un intermediar digital, fără a deține sau livra produsele comercializate. Vânzătorii individuali sau companiile listate își gestionează propriile comenzi, prețuri și condiții de livrare.
Platforma este accesibilă prin intermediul site-ului web și a aplicației mobile, iar plata se face prin card bancar, portofel electronic sau alte metode acceptate local.